# Кайрак (надгробие)
Кайраки — эпиграфические памятники, обнаруженные в Семиречье и Восточном Туркестане в конце XIX в. — начале XX в. Встречаются надгробные камни с несторианскими, исламскими и буддийскими надписями и символикой. Кайраки изготавливали из обкатанных горной рекой валунов, выбивая на них символику и эпитафии.
Некоторые исследователи называют кайраками исключительно надгробия с несторианским крестом и тюрко-сирийскими надписями.
Относятся к выдающим произведениям религиозного искусства и религиозной символики среднеазиатских тюрков-христиан за период от появления христианства в этих краях до конца XIV в.